# Calsonic Kansei
Marelli Corporation (マレリ株式会社, Mareri kabushiki gaisha) est un équipementier automobile japonais. Il est possédé par le fonds d'investissement KKR. Le siège de Calsonic Kansei est situé à Saitama dans la banlieue nord de Tokyo.

## Histoire
En novembre 2016, KKR annonce l'acquisition de Calsonic Kansei pour l'équivalent de 4,5 milliards de dollars.
En octobre 2018, KKR acquiert Magneti Marelli pour 6,2 milliards d'euros dans le but de le fusionner avec Calsonic Kansei, créant un ensemble de 15,2 milliards de chiffre d'affaires.